# 桂林交通
桂林市是广西壮族自治区第三大城市，地处广西东北部，湘桂走廊南端，地理位置优越。是连接湘、桂、黔、粤4省区乃至西南、中南、华南地区的交通枢纽。
本词条将会详细介绍桂林交通的概况和现状等相关内容。

## 铁路

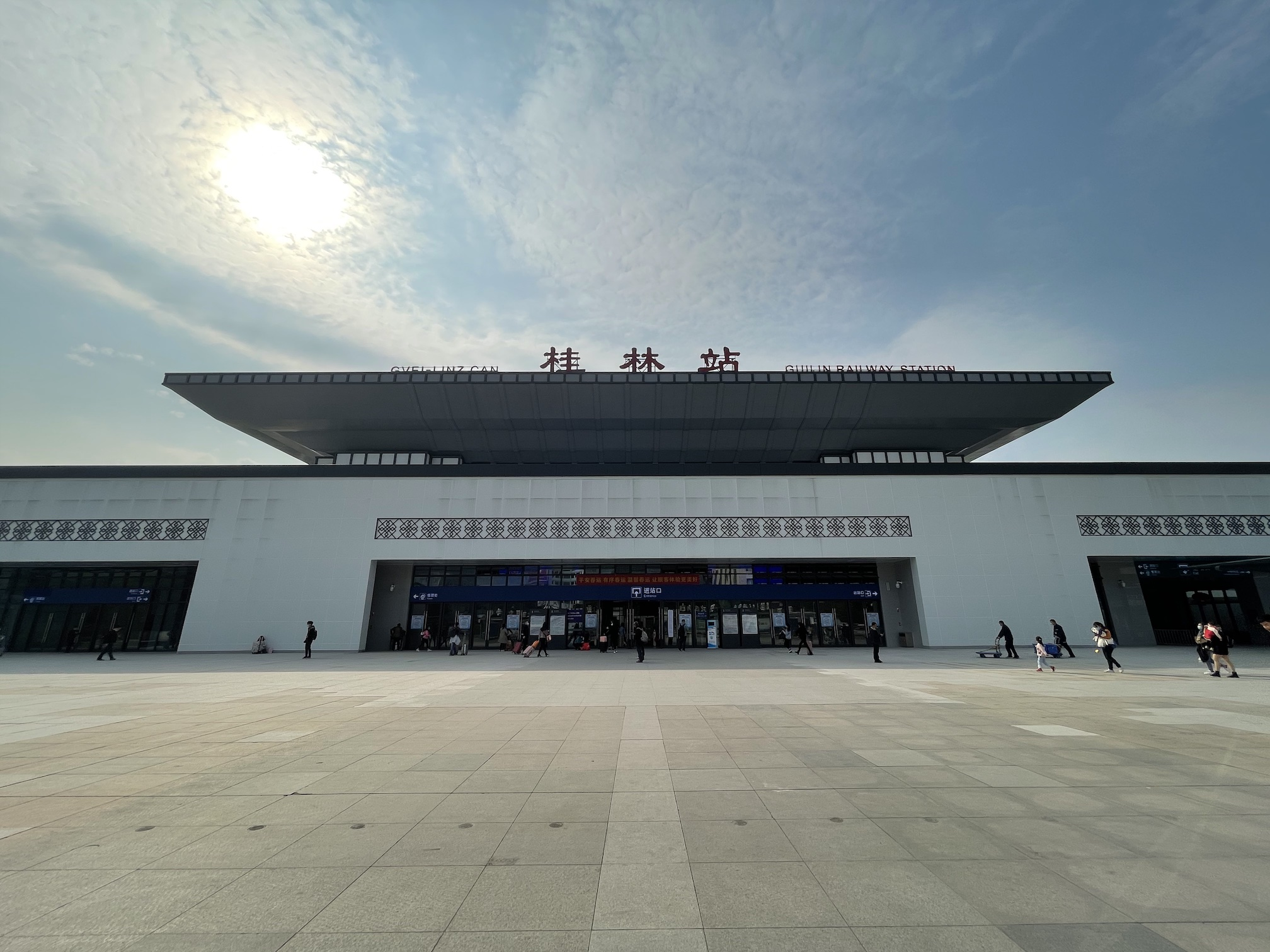
桂林站

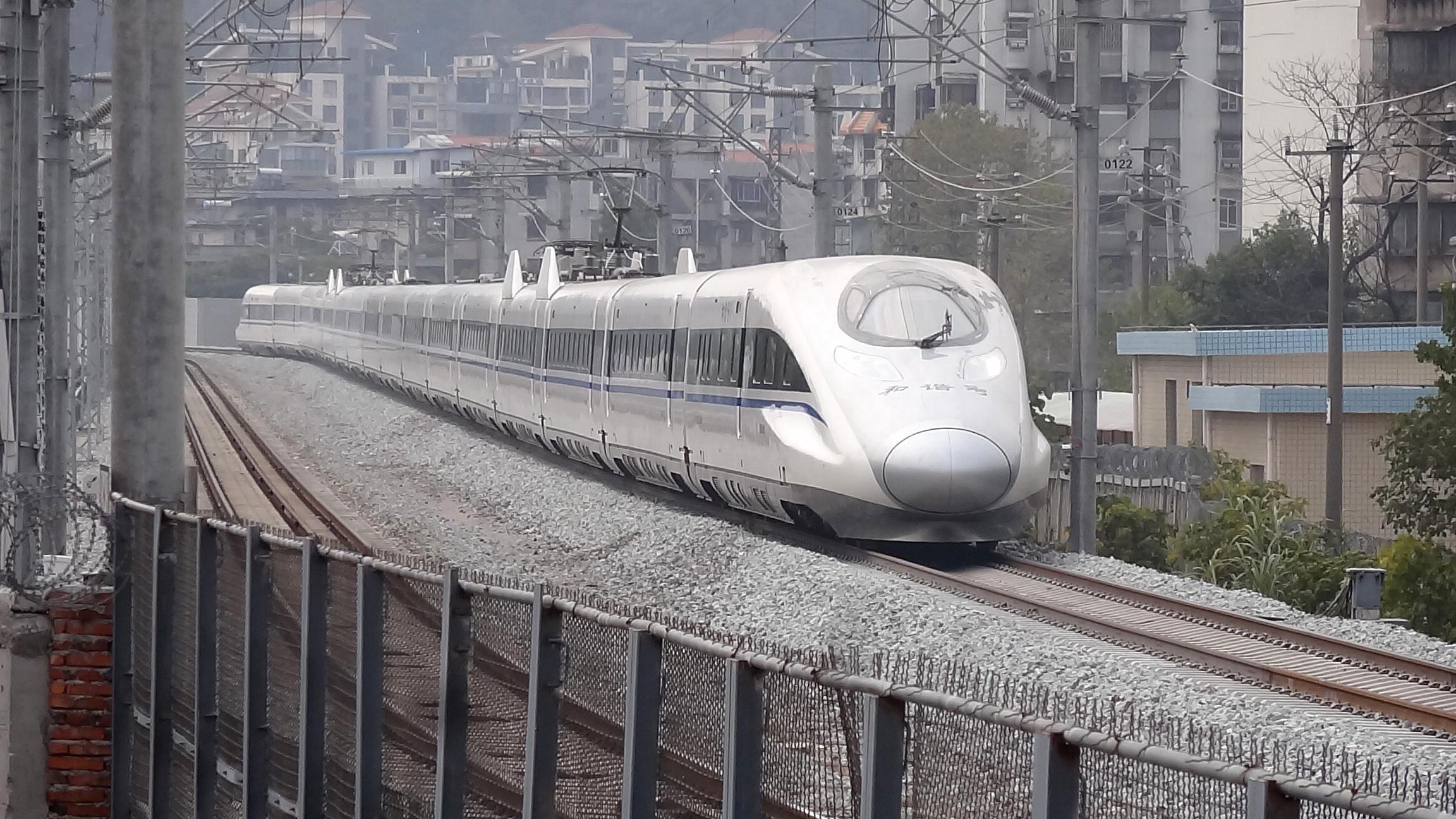
CRH380AL通过丽君立交桥

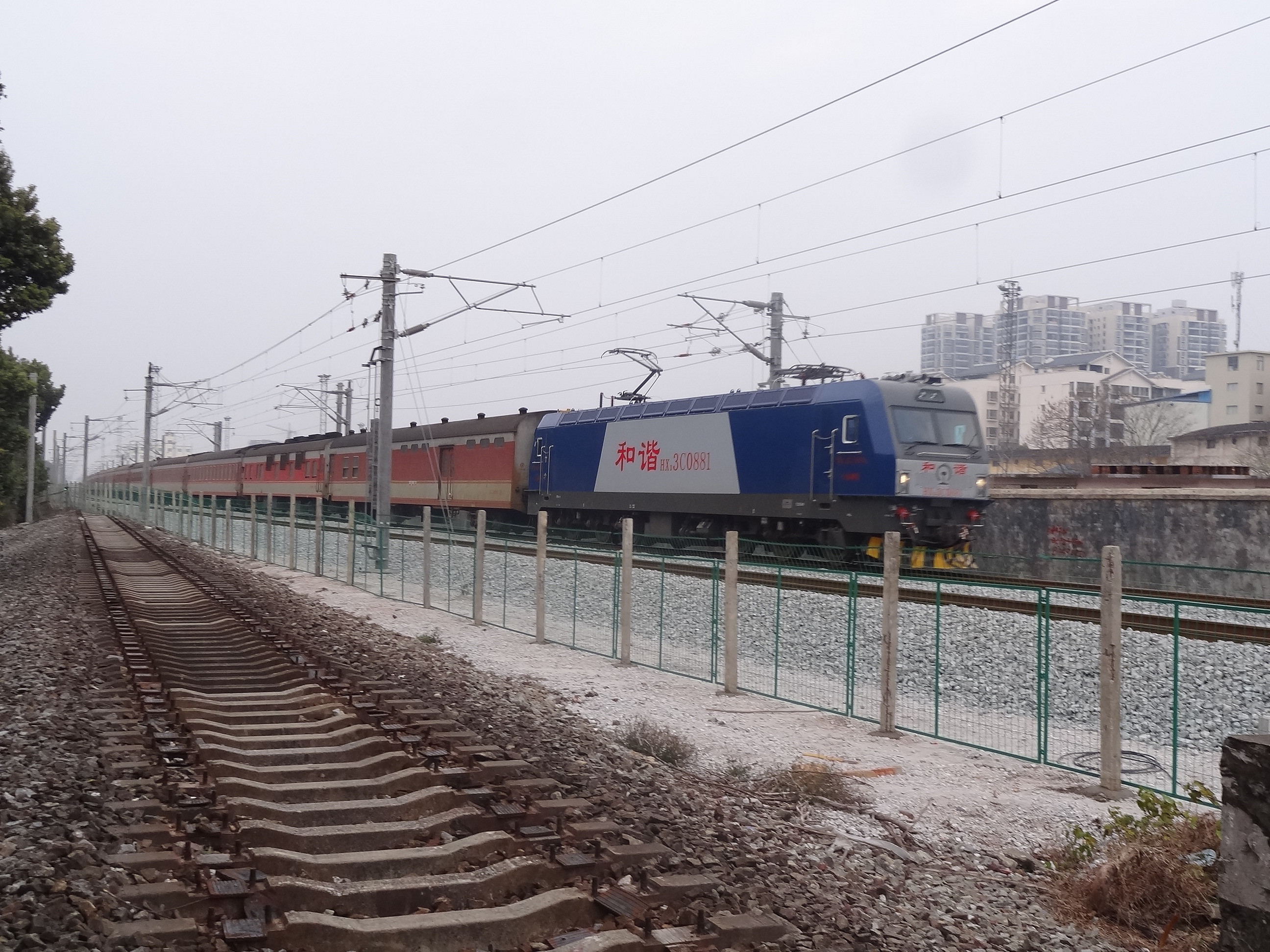
HXD3C牵引K1191接近桂林北I场

### 市郊铁路机场线
2020年11月21日，桂林市市郊铁路机场线(原桂林轨道交通1号线一期工程)专项技术服务询价书发布。2020年，新建桂林城区-两江机场市郊铁路列入广西壮族自治区市域（郊）铁路规划（2020年）。

### 普通铁路
湘桂铁路：
湘桂铁路全长1013km，最小曲线半径＞250m（部分路段为700m），限制坡度6‰~20‰，最高时速120km/h，全线为单线非电气化线路（部分路段已完成电气化），闭塞类型为半自动闭塞。北起为湖南省衡阳市，南至广西壮族自治区崇左市凭祥市，与越南铁路相接。线路筹建始于清光绪三十四年（1908年），民国26年（1937年）9月动工修筑，民国30年（1941年）9月建成湖南衡阳—广西来宾段605km，后因日军进犯广西和内战爆发而停工。1950年10月开工，1951年11月建成来宾—凭祥段403.5km，1954年12月再建成凭祥—隘口（中越国境）段米轨铁路12.9km(1965年改建为准轨、米轨通用的3条钢轨的套轨铁路)，1955年全线竣工与越南铁路开办国际联运。
湘桂铁路向西南由湘桂走廊纵贯桂林，经过全州县、兴安县、灵川县、桂林市区、临桂区、永福县等地，是桂林市铁路交通的大动脉。目前湘桂铁路在桂林境内的灵川至二塘区间（灵二环线）为双线电气化线路，其余路段为单线非电气化线路。 由于现有的湘桂铁路为单线非电气化铁路，故同时建有与湘桂铁路衡阳至柳州段走向大致相同的衡柳铁路，缓解湘桂铁路的运输压力。并新建桂林西站（贵广正线）和湘桂铁路灵二环线（现已为湘桂线灵川-桂林西（预留）-二塘区间，改线后湘桂铁路不再进入桂林市区）。
衡柳铁路：
即湘桂铁路扩能改造工程衡阳至柳州段，北起湖南省衡阳市，与京广客运专线相接，经永州市、广西壮族自治区桂林市，南抵柳州市，与柳南客运专线相接。
该线为新建国家I级双线电气化铁路，客货共线。线路全长497.9km，正线线间距为4.6m，最小曲线半径为3500m（一般）、2800m（困难），个别路段保留既有线曲线半径，限制坡度为6‰，闭塞类型为自动闭塞，全线使用CTCS-2列车运行控制系统，永州至桂林段设计时速200km/h，远期预留250km/h提速条件，其余路段设计时速250km/h 。衡阳至永州（含）段为中国铁路广州局集团管辖，永州（不含）至柳州段为中国铁路南宁局集团管辖，2013年12月28日通车运营，与既有湘桂铁路形成三线并行格局。
衡柳铁路在桂林境内除灵川-桂林北-桂林-二塘区间为既有线增建二线外，其余路段均为新建双线电气化铁路。在桂林境内共设有10个车站：庙头西-全州南-松川-兴安北-大溶江北-灵川-桂林北-桂林-二塘-永福南 ，其中越行站和客运站（含县级中间站）各5个，主要客运站分别为：全州南站、兴安北站、桂林北站、桂林站、永福南站。
桂海铁路：
货运专用铁路，由桂林站引出，桂林站至大圩站区间全长21.19km，最小曲线半径250m，桂林至大圩段正向限制坡度为6‰，反向为7.5‰。
原本铺轨至灵川县海洋乡用于开发铁矿和运输，后因海洋山铁矿品质低而放弃修建并拆除大圩镇之后铁轨。线路上共有桂林南站、桂林东站、大圩站3个车站，目前桂林东站至大圩站区间已被废弃，部分铁轨被平交道口封堵，杂草丛生。

### 高速铁路
贵广客运专线：
线路类型高速铁路，轨道类型为无砟轨道（部分枢纽路段为有砟轨道）。线路西起贵州省贵阳市，途径贵州省都匀市、黔东南苗族侗族自治州、广西壮族自治区桂林市、贺州市、广东省肇庆市、佛山市，东至广东省广州市 。全长857km，最小曲线半径为5500m（一般）、4500m（困难），限制坡度为20‰（部分枢纽路段为6‰），设计时速250km/h并预留提速条件，全线使用CTCS-2列车运行控制系统，贵阳北站-从江站区间为中国铁路成都局集团管辖，从江站（不含）-怀集站（不含）区间为中国铁路南宁局集团管辖，怀集站-广州南站区间为广州铁路集团管辖。由于贵广铁路沿线地区地处喀斯特地貌的山地丘陵地带，溶洞多且地质状况复杂，全线桥隧比高达惊人的83%，建设难度极大，2008年10月13日开工建设，直到2014年12月26日才正式通车运营。
在桂林市境内共设五通站、桂林西站、桂林北站（不在贵广正线上，通过联络线与其相连）、阳朔站、恭城站5个站，并将以桂林北站为桂林市区始发/终到客运站，桂林西站作为桂林市区经停客运站，五通站、阳朔站、恭城站为中间站。
昆台高速铁路：规划高铁，经过桂林。
怀桂高速铁路：规划高铁，经过桂林。

### 铁路车站
桂林站：
位于桂林市象山区，桂林本地居民俗称南站，现为一等站，是桂林市区最重要的铁路客运车站。1938年建成运营，处在桂林市的繁华地带，市区主干道中山南路从站前经过，交通便利。为配合衡柳铁路开通运营，2012年起对站台进行改造和扩建，并安装相应的配套设施。现拥有4站台6面7线，主要承担衡柳铁路的动车组列车的停靠和始发终到。
桂林北站：
位于桂林市叠彩区，现为一等站，属客货纵列式区段站，分设桂林北I场和桂林北II场。
桂林北I场俗称火车始发站，1998年竣工投入使用，2014年底完成第一次扩建工程。主要承担衡柳铁路普速旅客列车和贵广客运专线的动车组列车的停靠和始发终到，在衡阳端右侧设置有桂林北客技站，在车站北面的贵广铁路和衡柳铁路的夹心地带中规划有桂林北动车运用所。目前桂林北I场已经完成第一次扩建，扩建后分设衡柳场和贵广场，规模为9站台16面18线（包含衡柳上行和下行正线），并预留建设西站房和高架候车厅的条件。
桂林北II场为桂北货运场，俗称老北站，1938年建成运营。承担湘桂铁路货物中转运输和部分货物列车的调配及编组。现设有到发线5线，编组线6线、数十条专用线路和一处简易驼峰。在车场右侧设有宁局柳段桂林运用车间(原柳局桂段)，由两条专用线接入车场。
桂林西站：
位于桂林市灵川县定江镇庄上村，贵广客运专线和湘桂铁路经过该站。目前正在建设当中，建设面积5000平方米，设有2站台4面6线，主要承担停靠贵广客运专线上过路的动车组列车。湘桂铁路在南侧越过桂林西站，该站在南侧为湘桂铁路预留有货运场。
桂林东站：
位于桂林市七星区桂磨路，共有5条股道，承担部分货运功能，不办理客运业务。
桂林南站：
位于桂林市象山区，原为平山货场，共有5条股道，有14条专用线路从该站引出。该站承担部分货运功能，不办理客运业务。

## 公路

### 国道
经过桂林的国道有：
- G321，桂林境内经过：龙胜-临桂区-桂林市区-阳朔-荔浦
- G322，桂林境内经过：全州-兴安-灵川-桂林市区-阳朔-荔浦
- G323，桂林境内经过：平乐-荔浦

### 高速公路
G72泉南高速：
东起福建省泉州市，南至广西壮族自治区南宁市，经过闽、赣、湘、桂四省区。全长1653km，现在已全线通车。
泉南高速在桂林市境内分为南北两段，目前已全部建成通车。
南段称为桂柳高速公路【桂林-永福-波寨（桂柳界）-鹿寨-柳州】，是桂林乃至广西修建最早的高速公路，于1997年5月1日竣工通车。北段由兴桂高速公路【桂林（粟家）-兴安】、全兴高速公路【兴安-全州】以及全黄高速公路【全州-黄沙河（桂湘界）】三段组成，全黄高速公路向北接入泉南高速公路在湖南境内的衡枣高速公路【衡阳至枣木铺（湘桂界）】段。
G65包茂高速：
北起内蒙古自治区包头市，南至广东省茂名市，经过内蒙古、陕、川、渝、湘、桂、粤七省区和直辖市。全长3017km，部分路段已通车。
桂林市境内分为南北两段。目前南段已经通车，北段在建。
南段为桂梧高速公路【桂林－梧州】，北段为桂三高速公路【桂林-龙胜-三江】。其中与北段桂三高速公路与G76厦蓉高速共线。
G76厦蓉高速：
东起福建省厦门市，南至四川省成都市，经过闽、赣、湘、桂、黔、川六省区。全长2295km，部分路段已通车。
桂林市境内自东向西分别由灌凤高速公路【永安关-凤凰】，全兴高速公路的凤凰-兴安段，兴桂高速公路及桂三高速公路组成。目前灌凤高速公路及桂三高速公路在建，其他路段已通车。
S2201/S6501桂林绕城高速：
起于灵川县定江镇粟家，经灵川县、临桂区绕桂林市区一周后止于起点，由原桂柳高速公路【粟家-冲口】、桂阳高速公路【冲口-马面】、以及【马面-粟家】连接而成，全长约90km。其中【马面-粟家】为新建路段，双向4车道，设计速度100km/h。新建路段于2003年开工，2008年3月通车。
机场高速：
桂林市区－桂林兩江國際機場，设计双向六车道，速度120km/h。是连接桂林市区与桂林两江国际机场之间的高速公路，现已全线通车。

### 其他公路
桂林市主要的公路还有兴安－阳朔、兴安（白竹铺）－资源（梅溪）、兴安－灌阳、灌阳－恭城－阳朔、灵川－公平的公路等。

## 航空

### 民用机场
桂林两江国际机场：

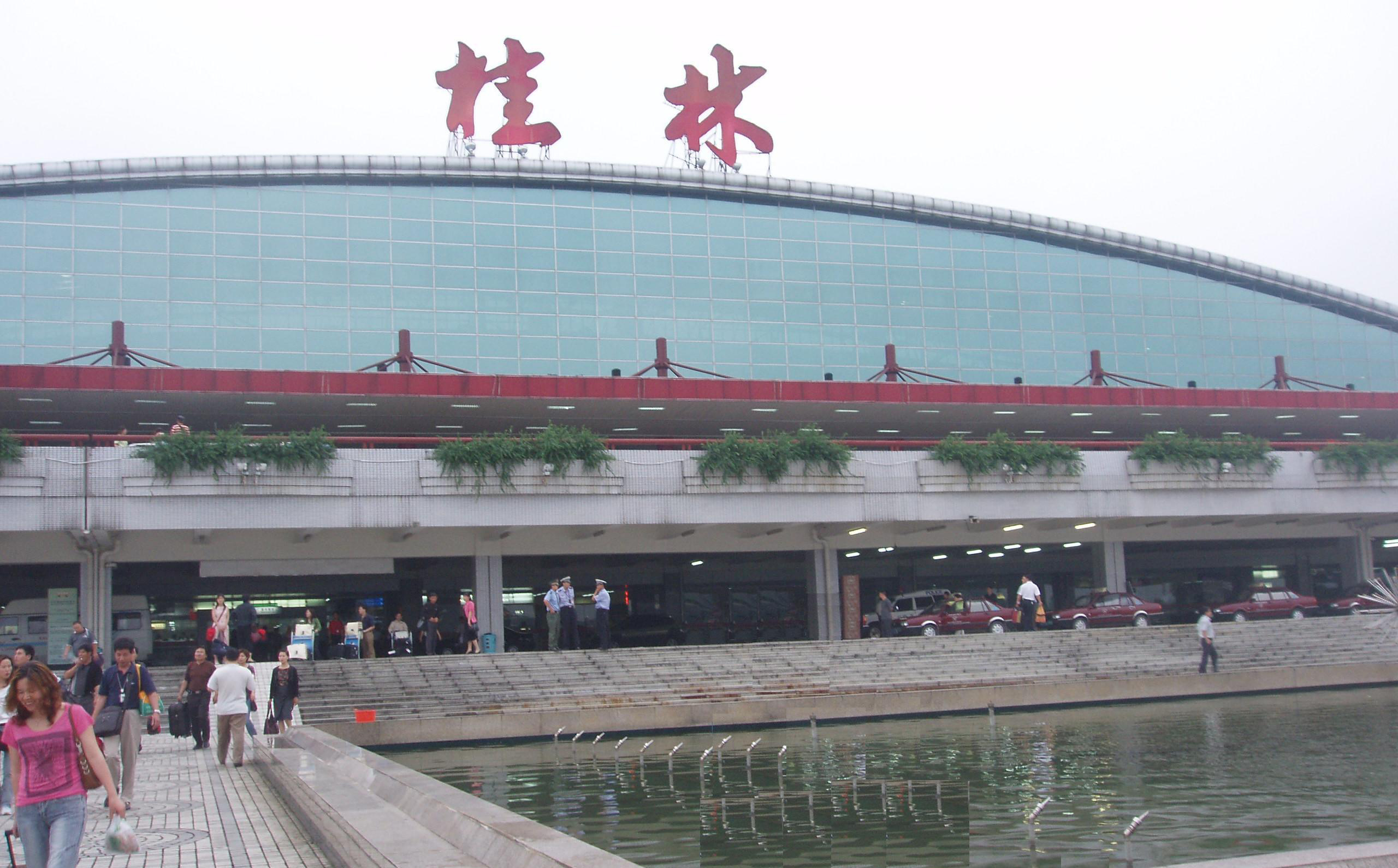
桂林两江国际机场

桂林最主要的民用机场，IATA代码：KWL ，ICAO代码：ZGKL 。
地处桂林市临桂区两江镇高妙村，距离桂林市区28km，1996年正式建成并通航。占地4.06平方公里，建筑面积15万平方米，拥有航站楼1座。飞行区等级为4E，设计年飞行量4.2万架，跑道长3200m，宽65m（含道肩宽为75m），停机坪设有20个停机位，具备起降空中客车A380的能力。
T1航站楼设有8座登机廊桥和8条行李输送带。货运仓库面积为6200平方米，混凝土铺筑面积55万平方米。2013年旅客吞吐量587.5万/人次，年增长率为3.0%，在全国大中型民航机场中排名第31位。
T2航站楼正在建设中，按照2020年旅客吞吐量1200万/人次、货邮吞吐量9.5万吨/年、飞机起降量10.12万架次/年的目标设计，并扩建T1航站楼10万平方米及安装相关配套设施，预计在2017年投入使用。
现拥有国际国内航线52条，21家航空公司飞行桂林两江国际机场，可通航45个国内城市、港、澳、台及日本福冈、韩国首尔、泰国曼谷、马来西亚吉隆坡。
桂林兴安通用机场：
广西首个通用机场，位于桂林市兴安县溶江镇白竹铺，距离桂林市区37km，总投资约80亿元人民币，2013年9月29日动工兴建，正在建设中，力争在6年内完工。
机场规划用地约2100亩，修建1200m和800m跑道各一条，并修建一条500米平行滑行道，20座机库。

### 军用机场
桂林奇峰岭机场：
位于桂林市雁山区奇峰镇，原称李家村机场。1996年以前为军民共用，现为军用机场。

## 水运
目前桂林拥有两个主要内河港口：磨盘山客运港（磨盘山码头）和竹江客运港（竹江码头）
水路有湘江和漓江。沿漓江经梧州与珠江相连，可直达广州，香港和澳门。沿湘江经衡阳、长沙与长江相连，可抵达武汉、南京和上海。

## 桂林市区交通的发展

### 环城道路的建设
八十年代末，为了适应桂林的发展，使市区交通网更成体系，政府修建了桂林市的环城道路。环城路包括普陀路、环城北路、环城西路和环城南路等，其间又有一系列的附属工程，例如上海路和漓江路等。修建环城道路的时候建了三座跨越漓江的桥梁，包括漓江桥、虞山桥和净瓶山大桥。这条道路连接了原先桂林相对落后的江东、三里店、瓦窑等地区，使桂林城区的发展更为平衡。
上海路和漓江路西端连接了原通往临桂县的临桂路（现在市内还有一段残留，也称为“临桂路”），跨越中山路，以雉山桥连接安新洲，与民主路相连，建漓江桥直至江东，建穿山桥跨越小东江向西与七星路相交，形成现在城东地区的商业中心，即现在的三里店广场。此路段连通东西，已经成为桂林市南部的东西交通的要道。
普陀路和环城北路东段南起三里店广场，向北连接六合路和建干路，过虞山桥过新码头，与中山北路连接，形成现在城北的商业中心，即北极广场。此路段连接了城北与城东地区，已经成为现在桂林的交通要道。
环城北路西段、环城西路和环城南路东段北起北极广场，在城区西边沿湘桂铁路向南延伸，途中与芦笛路、甲山路、丽君路和临桂路（今民族路）相交，在此向西跨越湘桂铁路，继续南行，与翠竹路、将军路等相交，最后经桂林南站后向东与瓦窑西路相交，形成现在桂林城南的商业中心，即瓦窑。此路段连接了桂林城西的重要地点，促进了铁西地区的发展，并且已经成为桂林市的过境公路。
环城南路西段西起瓦窑，东以净瓶山大桥跨越漓江，经过现高新区南缘，与七星路交于五里店。此路段连接了城南与城东，以及包括高新开发区等在内的重要地区。
目前东二环、西二环（除北辰路立交桥和湘桂铁路桥外的路段）已修建完成。

### 高新区内道路的建设
在过去漓江以东，漓江路以南，七星路以西，环城南路以北的大片地域，都是荒芜的蒿草丛和乱坟岗，只有骖鸾路一条道路穿过。二十世纪九十年代，随着高新技术开发区的兴建，这里的交通便迅速四通八达起来。新建的道路有穿山东路、空明路、毅峰路等，道路的密集程度非当年可比。

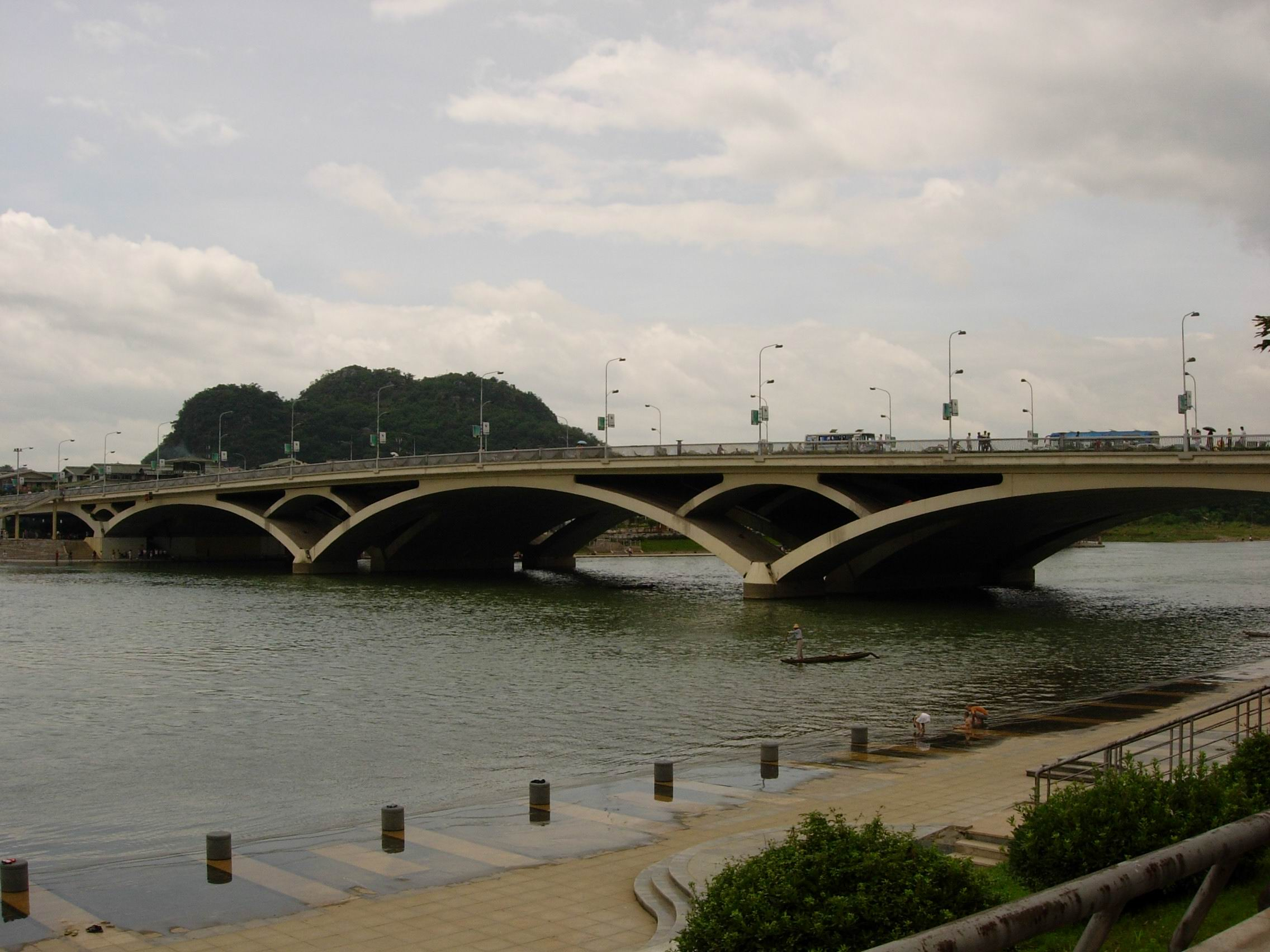
桂林解放桥

### 城市路网改造
二十世纪九十年代末，随着桂林城市建设步伐的加快，一批旧的道路被拓宽、翻新，许多桥梁重建，其中包括解放桥、文昌桥、栖霞桥、龙隐桥、宁远桥等，许多道路一改往日的狭窄、破旧和混乱，成了宽阔大道的同时，更加方便的市民的生活和桂林市交通的发展。
改造主要集中在市中心，包括中山路和正阳路的改造等。其他还有上海路立交桥、桂磨公路、磨盘山大桥、圣隆路等。这些集中的道路改造使得桂林更加现代化。

### 进行中的城建项目
道路改造的步伐依旧没有停止。现已进行的百条小巷改造工程进一步改变了城中村以及相对落后的街区的面貌，同时带动了其经济、文化的发展和人文素质的提高。